# 田村郡
田村郡（日语：／ Tamura gun */?）是日本福島縣的一郡。人口31,644人、面積197.87km²（2003年）。
現轄有以下2町。
- 小野町
- 三春町